# هرمینه اشتینت

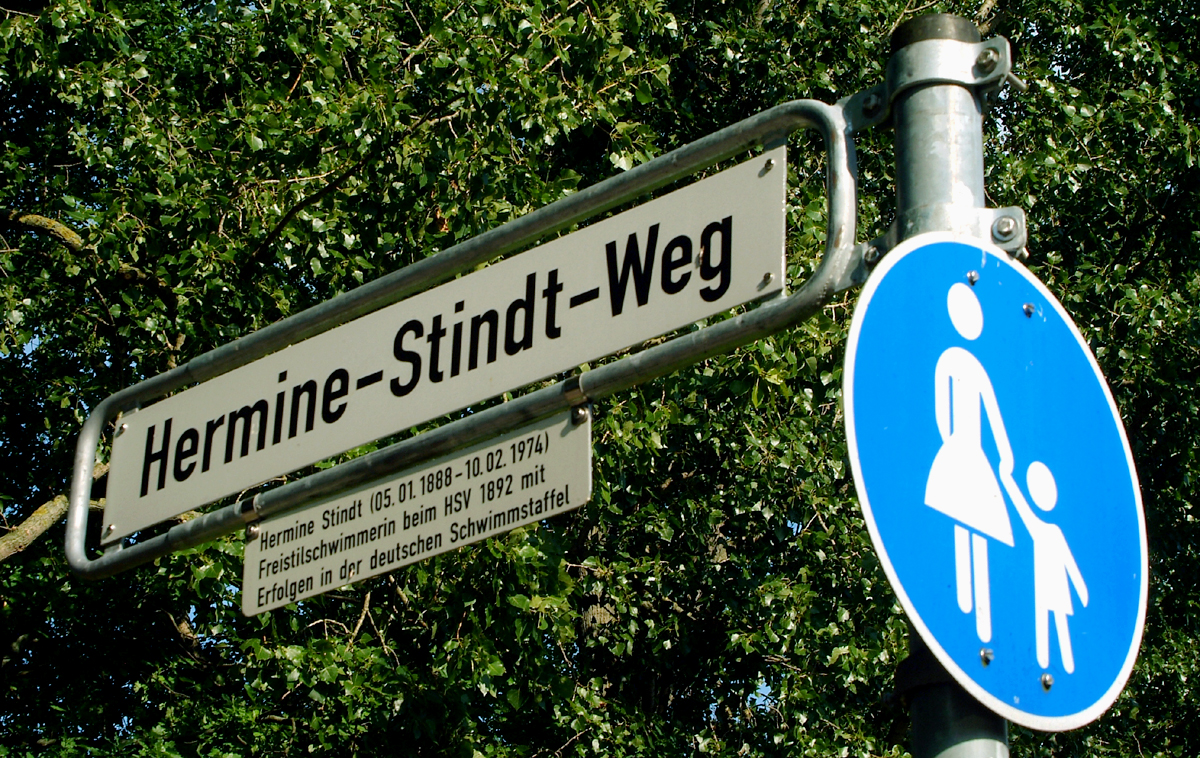
خیابانی به نام هرمینه اشتینت در هانوفر - ۲۰۱۲

هرمینه اشتینت (آلمانی: Hermine Stindt; ۳ ژانویهٔ ۱۸۸۸ – ۱۹ فوریهٔ ۱۹۷۴) شناگر اهل آلمان بود.